# Ксавие Лапер дьо Кабан
Ксавие Лапер дьо Кабан (на френски: Xavier Lapeyre de Cabanes) е френски дипломат, посланик на Франция в България от 2013 до 2016 г.

## Биография
Роден е на 29 декември 1963 г. Завършва Института по политически науки. Владее френски, английски, български, португалски и немски език.
През 2014 г. Ксавие Лапер дьо Кабан за втори път изнася публична лекция в УНСС на тема „Стабилността на Европейския съюз“.

## Дипломатическа кариера
- 1989 – 1991 г. – Културни, научни и технически отношения в Министерство на външните работи на Франция
- 1991 – 1995 г. – втори секретар във френското посолство в София и аташе по печата
- 1995 – 1998 г. – първи секретар във френското посолство в Никозия
- 1998 – 2000 г. – първи секретар във френското посолство в Джибути
- 2000 – 2001 г. – Дирекция „Стратегически въпроси, сигурност и разоръжаване“ в Министерство на външните работи на Франция
- 2001 – 2004 г. – член на кабинета на главния секретар на Министерство на външните работи на Франция
- 2004 – 2007 г. – Генерален секретариат на правителството на Франция
- 2007 – 2010 г. – Министър-съветник във френското посолство в Бразилия
- от юли 2010 г. – заместник началник на протокола в Министерство на външните работи на Франция
- октомври 2013 – 2016 г. – Посланик на Франция в България

## Отличия и награди
- 14 юли 2014 г. – удостоен е с почетния знак на Министерство на културата „Златен век“
- 7 юли 2016 г. – удостоен е с орден „Стара планина“ I степен „за изключително големите му заслуги за развитието и укрепването на българо-френските отношения“[4]